# Angelino e il Papa
Angelino e il Papa (El niño y el Papa) è un film del 1986 diretto da Rodrigo Castańo.

## Trama
Un bambino non trova più la madre dopo il terremoto che colpisce Città del Messico nel 1985. Così prende a cercarla con l'aiuto di persone di buon cuore. Una di queste, una cantante molto nota, riesce a farlo salire sul palco durante uno degli incontri di Giovanni Paolo II con i fedeli in Colombia. La madre, che aveva perso la memoria, vedendo il figlio alla televisione lo riconosce e i due si possono riabbracciare. Inizialmente il film avrebbe dovuto intitolarsi Il Papa mi aiuterà.

## Svolgimento delle riprese
Giovanni Paolo II è stato inserito a sua insaputa nelle riprese. Si vede infatti chiaramente che la sua comparsa non è dovuta ad artifici di montaggio ma al fatto che due dei protagonisti sono riusciti a trovarsi effettivamente al suo fianco durante una visita pastorale in America Latina. In realtà Papa Giovanni Paolo II è stato a Città del Messico il 26 gennaio 1979, a pochi mesi dalla sua elezione, mentre l'incontro ripreso nel film si è svolto 2 luglio 1986, presso il parco Simón Bolívar a Bogotá in Colombia. 
Nel corso della scena relativa al terremoto, Angelino guarda la statua del Santo Padre, fuori da una cattedrale, si tratta della Basilica di Nostra Signora di Guadalupe di Città del Messico.

## Critica
Si tratta di una storiellina adatta ai minori e ad un pubblico dalla lacrima facile, girata per la televisione e furbamente basata sull'autentica presenza di Giovanni Paolo II, di cui è stata sfruttata la visita in America Latina facendolo apparire in una sequenza del filmato. Nella versione originale il nome del bambino è Angelito. Tra gli interpreti la messicana Verónica Castro, conosciuta in Italia per la telenovela Anche i ricchi piangono.

## Edizione italiana
L'edizione italiana è curata dalla S.A.S. - Società Attori Sincronizzatori; i dialoghi sono affidati al direttore di doppiaggio Renato Cominetti.

## Distribuzione
Il film è uscito nelle sale cinematografiche in Italia il 28 gennaio 1987